# Hussain Rasheed
Hussain Rasheed (ur. 1 września 1971 w Bagdadzie, zm. 23 maja 2006 tamże) – iracki tenisista, reprezentant w Pucharze Davisa.
W latach 1998–2005 Rasheed wystąpił w 29 meczach międzypaństwowych Pucharu Davisa, a w 2006 roku objął funkcję kapitana zespołu narodowego. Irak, który rywalizuje regularnie w tych rozgrywkach od 1998 roku (z przerwą w 2003), walczy w IV grupie strefy Azji i Oceanii (co oznacza piątą klasę rozgrywkową). W chwili śmierci Rasheed był rekordzistą zespołu irackiego pod względem liczby rozegranych meczów międzypaństwowych, a także tworzył wraz z Saddamem-Hussainem Kadhimem najlepszą parę deblową w historii. Łącznie wygrał w ramach Pucharu Davisa 15 pojedynków, przegrał 14.
W maju 2006 roku został zastrzelony w Bagdadzie wraz z dwoma zawodnikami, Nasirem Al-Hatamem i Wissamem Oudą. Policja powiązała to zabójstwo z groźbami islamskich ekstremistów dotyczących karania za noszenie "niemoralnych" strojów.